# 欠史十代
欠史十代（けっしじゅうだい）は、『古事記』において、系譜のみが記され、その事績がほとんど記されていない第24代仁賢天皇から第33代推古天皇までの10人の天皇のこと、あるいはその時代を指す。かつては闕史十代、または缺史十代とも書いた。
1. 仁賢天皇
2. 武烈天皇
3. 継体天皇
4. 安閑天皇
5. 宣化天皇
6. 欽明天皇
7. 敏達天皇
8. 用明天皇
9. 崇峻天皇
10. 推古天皇

欠史八代が記紀双方に事績（旧辞）を欠くのに対し、欠史十代は『古事記』に系譜（帝紀）のみが記され、継体天皇の段で磐井の乱平定の簡潔な記述があるのを除いて事績がない。正史とされる『日本書紀』にはこれらの天皇の事績が記されている。
この10人の天皇は『古事記』に記される天皇の最後の10人にあたり、推古に仕えた厩戸皇子についても系譜のみしか見られない。
この差異については様々な説が論じられているが、いまだに統一を見ていない。